# Parafia św. Michała Archanioła w Goszczynie
Parafia św. Michała Archanioła w Goszczynie – parafia rzymskokatolicka należąca do dekanatu mogielnickiego, archidiecezji warszawskiej, metropolii warszawskiej Kościoła katolickiego, w Goszczynie. Obsługiwana przez księży diecezjalnych. Mieści się przy ulicy Warszawskiej. 

## Historia
Parafia została erygowana w XIII wieku. 

## Proboszczowie
- ks. Arkadiusz Wiktorowicz (2009– )[1]